# Caloptilia cyanoxantha
Caloptilia cyanoxantha là một loài bướm đêm thuộc họ Gracillariidae. Nó được tìm thấy ở Queensland.